# 3451 Mentor
A 3451 Mentor (ideiglenes jelöléssel 1984 HA1) egy kisbolygó a Naprendszerben. Antonín Mrkos fedezte fel 1984. április 19-én.